# Скотт, Байрон
Ба́йрон А́нтом Скотт (англ. Byron Antom Scott; родился 28 марта 1961 года в Огдене, штат Юта, США) — американский баскетболист и баскетбольный тренер. Играет на позиции атакующего защитника. Был выбран в первом раунде под общим 4-м номером на драфте НБА 1983 года командой «Сан-Диего Клипперс». Как игрок наиболее известен по выступлениям за «Лос-Анджелес Лейкерс», в составе которых он три раза становился чемпионом НБА. В сезоне 2007/2008 был удостоен звания тренера года НБА. В последнее время работал главным тренером клуба Национальной баскетбольной ассоциации «Лос-Анджелес Лейкерс».

## Биография

### Карьера игрока
Байрон Скотт родился в Юте, а вырос в Калифорнии, в пригороде Лос-Анджелеса Инглвуд. С 1979 по 1983 годы он учился в Университете штата Аризона, играл за университетскую баскетбольную команду и имел приличные статистические показатели (21,6 очко, 5,4 подборов, 4,2 передачи в последнем сезоне студенческого чемпионата).
На драфте НБА 1983 года Скотт был выбран под четвёртым номером клубом «Сан-Диего Клипперс», который сразу же обменял его в «Лос-Анджелес Лейкерс» на разыгрывающего Норма Никсона. Скотт уже в первом сезоне продемонстрировал свой высокий уровень и не потерялся в компании своих звёздных партнёров по команде: Мэджика Джонсона, Карима Абдул-Джаббара и Джеймса Уорти. В дебютном сезоне Скотт был удостоен включения в символическую сборную новичков НБА, со второго сезона он закрепился в стартовой пятёрке «Лейкерс» на позиции атакующего защитника. В составе этой команды он трижды, в 1985, 1987 и 1988 годах, становился чемпионом НБА. Скотта отличала высокая результативность, немалое количество очков он набирал трёхочковыми бросками, так в сезоне 1984/1985 у него был лучший процент попаданий из-за трёхочковой линии в НБА (43,3 %), а сезоне 1987/1988 он был лучшим у «Лейкерс» по набранным за игру очкам (21,7).
В декабре 1993 года Скотт как свободный агент перешёл в команду «Индиана Пэйсерс», через два года стал игроком первого состава дебютантов НБА, «Ванкувер Гриззлис», в 1996 году вернулся в «Лейкерс» и отыграл за эту команду ещё один сезон. Свой последний сезон в качестве игрока Скотт провёл в Греции, выступая за «Панатинаикос», которому он помог выиграть чемпионат Греции 1998 года.

### Карьера тренера
В 1998 году Байрон Скотт вернулся в НБА в качестве тренера, заняв пост ассистента Рика Адельмана в «Сакраменто Кингз». Специализацией Скотта была работа над трёхочковыми бросками.
В 2000 году Скотт был назначен на должность главного тренера команды «Нью-Джерси Нетс», которая в предыдущие сезоны выступала крайне неудачно и дальше первого раунда плей-офф не проходила с 1984 года. В первом сезоне под руководством Скотта «Нетс» вновь выступили неудачно, заняв лишь шестое место в Атлантическом дивизионе. Однако в следующем сезоне команда усилилась разыгрывающим Джейсоном Киддом, ставшим лидером команды, и лёгким форвардом Ричардом Джефферсоном. Эта пара вместе с проводившим второй сезон в НБА тяжёлым форвардом Кеньйоном Мартином сделала «Нетс» грозной силой в Восточной конференции. В следующие два сезона «Нью-Джерси Нетс» оказывались первыми в Атлантическом дивизионе и оба раза оказывались сильнейшей командой Восточной конференции в плей-офф, однако в финале НБА «Нетс» оба раза проигрывали, сначала «Лос-Анджелес Лейкерс», а затем «Сан-Антонио Спёрс». После двух подряд выходов в финал НБА сезон 2003/2004 команда начала слабо, в результате чего Скотт был уволен.
В 2004 году Байрон Скотт был назначен главным тренером клуба «Нью-Орлеан Хорнетс». Первые сезоны его работы в «Хорнетс» связаны с тяжёлыми для команды обстоятельствами: в 2004 году в связи с реорганизацией НБА клуб был переведён из Восточной конференции в Западную и оказался в одном дивизионе с сильными командами «Сан-Антонио Спёрс», «Хьюстон Рокетс» и «Даллас Маверикс». В 2005 году из-за разрушений в Новом Орлеане, вызванных ураганом Катрина «Хорнетс» на два сезона переехали в Оклахома-сити. Первые три сезона под руководством Скотта «Хорнетс» вели упорную борьбу за выход в плей-офф, но каждый раз она завершалась неудачно.
В сезоне 2007/2008 вернувшиеся в Новый Орлеан «Хорнетс» неожиданно заняли первое место в Юго-Западном дивизионе и завершили регулярный сезон, имея лишь на одну победу меньше, чем у лучшей команда Западной конференции, «Лос-Анджелес Лейкерс». За этот успех команды Скотт был признан лучшим тренером 2008 года в НБА, также в том сезоне он руководил сборной Западной конференции на Матче всех звёзд НБА. В плей-офф «Хорнетс» дошли до полуфинала конференции, в котором в серии из семи матчей уступили «Сан-Антонио Спёрс». В следующем сезоне команда из Нового Орлеана выступила уже не так впечатляюще, заняв четвёртое место в дивизионе и уступив в первом раунде плей-офф «Денвер Наггетс».
12 ноября 2009 года, после неудачного для «Хорнетс» начала сезона 2009/2010 (3 победы при 6 поражениях), Скотт был уволен с поста главного тренера команды. После увольнения работал аналитиком на телевидении.
2 июля 2010 года был официально представлен как главный тренер клуба «Кливленд Кавальерс».

## Статистика

### Статистика в НБА
| Сезон                                                                                    | Команда  | Регулярный сезон | Регулярный сезон | Регулярный сезон | Регулярный сезон | Регулярный сезон | Регулярный сезон | Регулярный сезон | Регулярный сезон | Регулярный сезон | Регулярный сезон | Регулярный сезон | Серия плей-офф | Серия плей-офф | Серия плей-офф | Серия плей-офф | Серия плей-офф | Серия плей-офф | Серия плей-офф | Серия плей-офф | Серия плей-офф | Серия плей-офф | Серия плей-офф |
| Сезон                                                                                    | Команда  | GP               | GS               | MPG              | FG%              | 3P%              | FT%              | RPG              | APG              | SPG              | BPG              | PPG              | GP             | GS             | MPG            | FG%            | 3P%            | FT%            | RPG            | APG            | SPG            | BPG            | PPG            |
| ---------------------------------------------------------------------------------------- | -------- | ---------------- | ---------------- | ---------------- | ---------------- | ---------------- | ---------------- | ---------------- | ---------------- | ---------------- | ---------------- | ---------------- | -------------- | -------------- | -------------- | -------------- | -------------- | -------------- | -------------- | -------------- | -------------- | -------------- | -------------- |
| 1983/84                                                                                  | Лейкерс  | 74               | 49               | 22,1             | 48,4             | 23,5             | 80,6             | 2,2              | 2,4              | 1,1              | 0,3              | 10,6             | 20             | 0              | 20,2           | 46,0           | 20,0           | 60,0           | 1,9            | 1,7            | 0,9            | 0,1            | 8,6            |
| 1984/85                                                                                  | Лейкерс  | 81               | 65               | 28,5             | 53,9             | 43,3             | 82,0             | 2,6              | 3,0              | 1,2              | 0,2              | 16,0             | 19             | 19             | 30,8           | 51,7           | 47,6           | 79,5           | 2,7            | 2,6            | 2,2            | 0,2            | 16,9           |
| 1985/86                                                                                  | Лейкерс  | 76               | 62               | 28,7             | 51,3             | 36,1             | 78,4             | 2,5              | 2,2              | 1,1              | 0,2              | 15,4             | 14             | 14             | 33,6           | 49,7           | 35,3           | 90,5           | 3,9            | 3,0            | 1,4            | 0,1            | 16,0           |
| 1986/87                                                                                  | Лейкерс  | 82               | 82               | 33,3             | 48,9             | 43,6             | 89,2             | 3,5              | 3,4              | 1,5              | 0,2              | 17,0             | 18             | 18             | 33,8           | 49,0           | 20,6           | 79,1           | 3,4            | 3,3            | 1,1            | 0,2            | 14,8           |
| 1987/88                                                                                  | Лейкерс  | 81               | 81               | 37,6             | 52,7             | 34,6             | 85,8             | 4,1              | 4,1              | 1,9              | 0,3              | 21,7             | 24             | 24             | 37,4           | 49,9           | 43,6           | 86,5           | 4,2            | 2,5            | 1,4            | 0,2            | 19,6           |
| 1988/89                                                                                  | Лейкерс  | 74               | 73               | 35,2             | 49,1             | 39,9             | 86,3             | 4,1              | 3,1              | 1,5              | 0,4              | 19,6             | 11             | 11             | 36,5           | 49,4           | 38,5           | 83,6           | 4,1            | 2,3            | 1,6            | 0,2            | 19,9           |
| 1989/90                                                                                  | Лейкерс  | 77               | 77               | 33,7             | 47,0             | 42,3             | 76,6             | 3,1              | 3,6              | 1,0              | 0,4              | 15,5             | 9              | 9              | 36,1           | 46,2           | 38,2           | 76,9           | 4,1            | 2,6            | 2,2            | 0,3            | 13,4           |
| 1990/91                                                                                  | Лейкерс  | 82               | 82               | 32,1             | 47,7             | 32,4             | 79,7             | 3,0              | 2,2              | 1,2              | 0,3              | 14,5             | 18             | 18             | 37,7           | 51,1           | 52,6           | 79,4           | 3,2            | 1,6            | 1,3            | 0,2            | 13,2           |
| 1991/92                                                                                  | Лейкерс  | 82               | 82               | 32,7             | 45,8             | 34,4             | 83,8             | 3,8              | 2,8              | 1,3              | 0,3              | 14,9             | 4              | 4              | 37,0           | 50,0           | 58,3           | 88,9           | 2,5            | 3,5            | 1,5            | 0,3            | 18,8           |
| 1992/93                                                                                  | Лейкерс  | 58               | 52               | 28,9             | 44,9             | 32,6             | 84,8             | 2,3              | 2,7              | 0,9              | 0,2              | 13,7             | 5              | 5              | 35,4           | 50,0           | 53,3           | 78,3           | 2,2            | 1,8            | 1,0            | 0,0            | 13,6           |
| 1993/94                                                                                  | Индиана  | 67               | 2                | 17,9             | 46,7             | 36,5             | 80,5             | 1,6              | 2,0              | 0,9              | 0,1              | 10,4             | 16             | 0              | 14,9           | 39,6           | 47,4           | 78,4           | 2,1            | 1,3            | 0,8            | 0,1            | 7,8            |
| 1994/95                                                                                  | Индиана  | 80               | 2                | 19,1             | 45,5             | 38,9             | 85,0             | 1,9              | 1,4              | 0,8              | 0,2              | 10,0             | 17             | 0              | 17,5           | 34,0           | 26,5           | 88,2           | 1,5            | 0,9            | 0,6            | 0,1            | 6,1            |
| 1995/96                                                                                  | Ванкувер | 80               | 0                | 23,7             | 40,1             | 33,5             | 83,5             | 2,4              | 1,5              | 0,8              | 0,3              | 10,2             | Не участвовал  | Не участвовал  | Не участвовал  | Не участвовал  | Не участвовал  | Не участвовал  | Не участвовал  | Не участвовал  | Не участвовал  | Не участвовал  | Не участвовал  |
| 1996/97                                                                                  | Лейкерс  | 79               | 8                | 18,2             | 43,0             | 38,8             | 84,1             | 1,5              | 1,3              | 0,6              | 0,2              | 6,7              | 8              | 0              | 16,8           | 45,5           | 36,4           | 89,5           | 1,5            | 1,4            | 0,1            | 0,0            | 6,4            |
|                                                                                          | Всего    | 1073             | 717              | 28,1             | 48,2             | 37,0             | 83,3             | 2,8              | 2,5              | 1,1              | 0,3              | 14,1             | 183            | 122            | 29,3           | 48,2           | 39,5           | 81,9           | 2,9            | 2,1            | 1,2            | 0,2            | 13,4           |
| Наведите курсор мыши на аббревиатуры в заголовке таблицы, чтобы прочесть их расшифровку. |          |                  |                  |                  |                  |                  |                  |                  |                  |                  |                  |                  |                |                |                |                |                |                |                |                |                |                |                |